# (4201) Orosz
(4201) Orosz (1984 JA1) – planetoida z pasa głównego asteroid okrążająca Słońce w ciągu 5 lat i 224 dni w średniej odległości 3,16 j.a. Została odkryta 3 maja 1984 roku.